# Eumetriochroa kalopanacis
Eumetriochroa kalopanacis är en fjärilsart som beskrevs av Tosio Kumata 1998. Eumetriochroa kalopanacis ingår i släktet Eumetriochroa och familjen styltmalar. Inga underarter finns listade i Catalogue of Life.